# ExoMars Trace Gas Orbiter
El ExoMars Trace Gas Orbiter (TGO) es una misión colaborativa entre la Agencia Espacial Europea (ESA) y la Agencia Espacial Rusa (Roscosmos) compuesta por un orbitador transportador robótico, que fue lanzado hacia Marte el 14 de marzo de 2016 como parte del programa ExoMars, liderado por la ESA. Fue colocado exitosamente en órbita de Marte el 19 de octubre de 2016.
El TGO liberó a su llegada a Marte el módulo de descenso estático Schiaparelli EDM, y a lo largo de su misión procederá a registrar las fuentes de metano y otros gases en el planeta rojo, y ayudará a seleccionar el lugar de aterrizaje del rover ExoMars que será lanzado en 2018.

## Especificaciones
Las especificaciones propuestas son:
Dimensiones
Cilindro central de 1,194 m de diámetro.
Propulsión
Sistema de propulsión principal bipropelente con 424 N; para la inserción orbital en Marte y maniobras.
Energía
Paneles solares de 20 m², que generan ~ 140 W de energía.
Baterías
Dos módulos de baterías de ion de litio con una capacidad total de ~ 5100 Wh/ 180 Ah; para cubrir los eclipses durante la vida útil nominal del orbitador (hasta finales de 2022).
Comunicación
- Antena de alta ganancia 2200 mm de Banda-X con un mecanismo de 2 ejes y amplificación de 65 W RF TWTA (Travelling Wave Tube Amplifier).
- Transceptores Electra Banda-UHF con una antena helicoidal simple; para la comunicación con los elementos en la superficie planetaria (e.g. rovers, landers).

Masa
3130 kg.
Carga útil
Entre 115 kg y 135,6 kg de carga científica.